# Kahlert
Kahlert ist eine kleine Ansiedlung, die zum Ortsteil Neustadt am Rennsteig der Landgemeinde Stadt Großbreitenbach im Thüringer Wald gehört.

## Geografie
Kahlert liegt in etwa 780 Metern Höhe auf dem Kamm des Thüringer Waldes direkt am Rennsteig, der den Ort in Nord-Süd-Richtung durchzieht. Die Kammhochfläche fällt nach Westen steil zum Tannengrund ab, der in die Talsperre Schönbrunn übergeht. Nach Osten beginnt das Tal der Oelze, die durch Altenfeld weiter zur Schwarza fließt. Knapp zwei Kilometer nördlich von Kahlert liegt Neustadt am Rennsteig, während etwa sechs Kilometer südlich Masserberg als nächster Ort am Höhenweg folgt. Nach Osten führt eine Straße hinab nach Altenfeld und nach Westen nach Gießübel. Sie verbindet als Passstraße die Täler von Schleuse und Schwarza.

## Geschichte
An der Kreuzung mit dem Rennsteig entstand erst im 18. Jahrhundert die Ansiedlung Kahlert, deren Ersterwähnung in das Jahr 1727 fällt. Der Rennsteig war in dieser Zeit die Grenze zwischen den schwarzburgischen und den ernestinischen Territorien, aus denen zuletzt Schwarzburg-Rudolstadt und Sachsen-Meiningen hervorgingen. Da der Rennsteig östlich an den Häusern Kahlerts vorbeiführt, gehörte die Siedlung zum Sachsen-Meininger Anteil des geteilten Ortes Neustadt am Rennsteig. Nach der Gründung des Landes Thüringen 1920 wurde eine Gemeindereform durchgeführt, in der beide Hälften Neustadts gemeinsam mit Kahlert eine Gemeinde im neuen Landkreis Arnstadt, aus dem der heutige Ilm-Kreis hervorging, bildeten.